# La Putain respectueuse (téléfilm)
Pour les articles homonymes, voir La Putain respectueuse (homonymie).
La Putain respectueuse est un téléfilm français réalisé par André Flédérick et diffusé en 1974, d'après la pièce de théâtre de Jean-Paul Sartre La Putain respectueuse.

## Fiche technique
- Date de diffusion : 24 mars 1974
- Pays :  France
- Langue : français
- Couleur
- Aspect Ratio : 1.33 : 1
- Son : Mono

## Distribution
- Georges Claisse
- Gérard Darrieu
- Claude Dauphin
- Sam Dumesny
- Robert Liensol
- Elisabeth Wiener